# Spiranthes laciniata
Spiranthes laciniata là một loài thực vật có hoa trong họ Lan. Loài này được (Small) Ames miêu tả khoa học đầu tiên năm 1905.